# Henrik latin császár
Flandriai Henrik (1174 – Szaloniki, 1216. június 11.) konstantinápolyi latin császár, de eredeti forrásokban a címe ugyanaz volt, mint a bizánci császároké, akinek az örököse volt: latinul: imperator romanorum, franciául: empereur des romains (római császár).

## Élete
A Hainaut-t és Flandriát uraló Balduin ifjabbik gyermeke 1201-ben csatlakozott a készülődő negyedik keresztes hadjárathoz, majd Konstantinápoly ostrománál és a későbbiekben Kis-Ázsiában tüntette ki magát. Miután bátyja az Adrianopolinál vívott csatában fogságba esett, régenssé tették, és csak fivére halálhírének megérkezte után koronázták császárrá.
Bölcs uralkodó volt és bátor, ám nem kegyetlen. Uralkodását kitartó – sikeres – háborúskodás kísérte végig Kaloján bolgár cárral és Laszkarisz Theodorral. Toleránsnak is emlegették, és ez nem akaratgyengeségre utalt, hiszen olyasvalaki volt, aki az egyház kapzsiságával szemben is fel mert lépni. Meggyilkolták.